# Nieuw-Amsterdam - Veenoord
Nieuw-Amsterdam - Veenoord is een tweelingdorp in het zuidoosten van Drenthe, gemeente Emmen. De reden dat de plaatsen nooit samen één kern hebben gevormd had te maken met de ligging van de gemeentegrens. Het westelijke gedeelte, Veenoord lag in gemeente Sleen en het oostelijke gedeelte, Nieuw-Amsterdam lag in de gemeente Emmen. Het enige verschil is dat Nieuw-Amsterdam 10 jaar ouder is dan Veenoord. Nieuw-Amsterdam ontstond in 1851, terwijl Veenoord stamt uit 1860. 
Sinds de gemeentelijke herindeling op 1 januari 1998 liggen de plaatsen beiden in de gemeente Emmen, maar de losse plaatsnamenborden zijn in tegenstelling tot bijvoorbeeld Eelde-Paterswolde blijven bestaan. Deze borden zijn allemaal te vinden aan de westzijde van de Schooldijk en Veilingstraat.

## Station Nieuw-Amsterdam

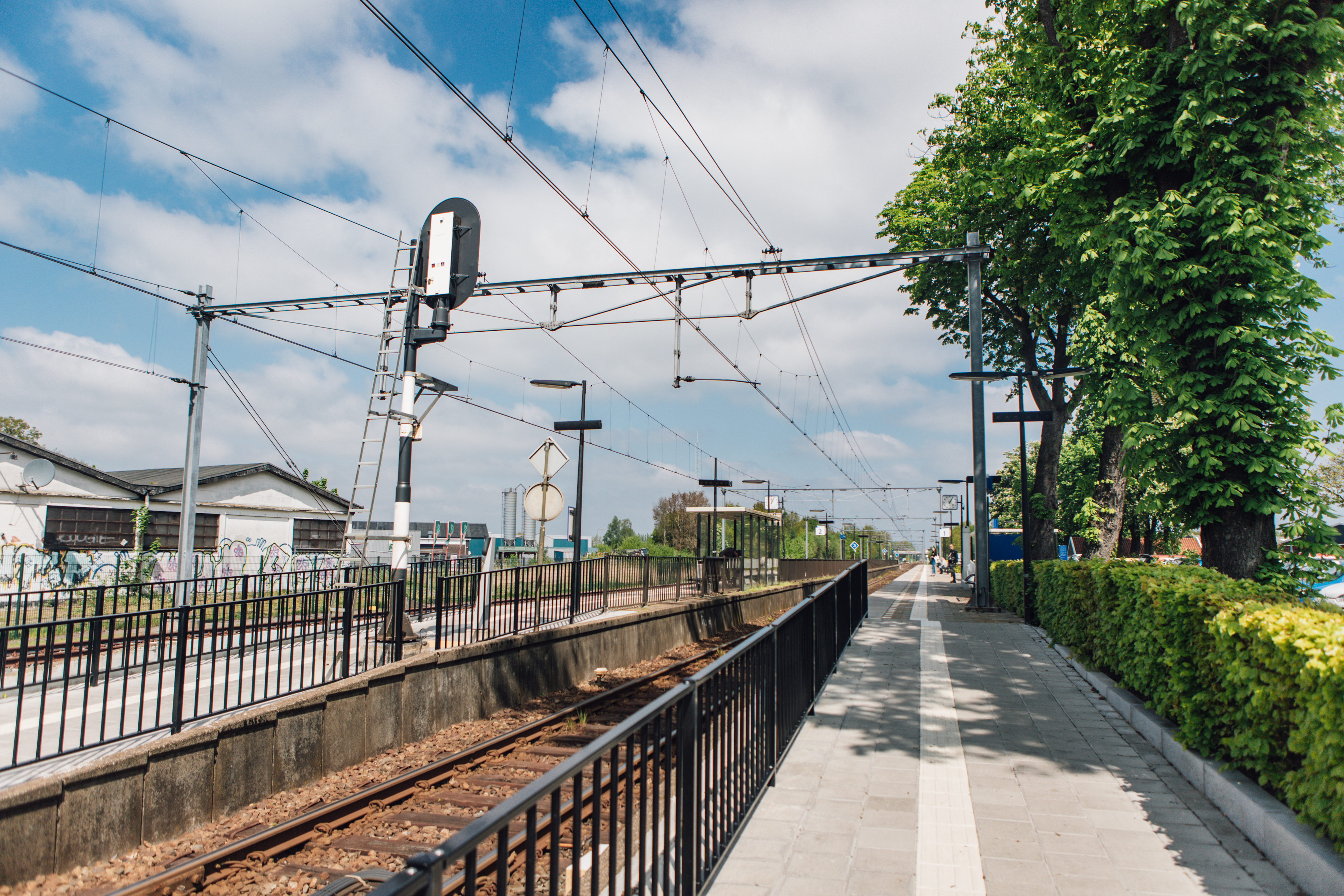

Opmerkelijk aan station Nieuw-Amsterdam is dat het officieel gelegen is in het dorp Veenoord. De uitgang van het station komt echter uit in Nieuw-Amsterdam.